# Émile Brunet (homme politique)
Pour les articles homonymes, voir Brunet et Émile Brunet.
Émile Brunet, né le 8 juin 1863 à Bruxelles et y décédé le 10 mai 1945 est un avocat et homme politique socialiste belge.

## Biographie
Émile Lucien Brunet, né le 8 juin 1863 à Bruxelles, a fait des études universitaires à l'Université libre de Bruxelles et y a obtenu un diplôme de docteur en droit. Il s'inscrit comme avocat à la Cour d'appel de Bruxelles. En 1911, il est élu bâtonnier du barreau de Bruxelles.
Membre suppléant de la Chambre des représentants pour l'arrondissement de Charleroi, il est appelé le 24 juillet 1912 à prendre la succession de Paul Pastur démissionnaire comme député effectif.
Pendant la Première Guerre mondiale, le roi Albert Ier de Belgique le nomme, le 1er janvier 1918, membre du Conseil des ministres dans le gouvernement de Broqueville II jusqu'au 11 novembre 1918.
Il a participé à l'Assemblée wallonne et 1912 à 1940.
Il a été président de la Chambre des représentants du 10 décembre 1919 au 6 août 1928.

## Distinction
Le 2 avril 1925, le roi Albert Ier de Belgique lui confère la dignité de ministre d'État.